# Лаура (гора)
Лаура (фула Fello Loura, фр. Mont Loura) — высочайший пик (1,573 метра) на плато Фута-Джаллон, расположенный на севере Гвинеи. Находится в 7 километрах к северу от города Мали, в одноимённой префектуре. Является частью горного массива под названием Массив Тамге (фр. Massif de Tamgue). Наиболее интересной особенностью является скальный профиль, который напоминает женщину (известную как «Леди Мали»), который можно увидеть в соседнем селе Dongol Lüüra, если смотреть на гору под определённым углом. Выступающие стороны горы направлены в сторону границ Мали и Сенегала.